# Поверищи
Поверищи — деревня в Горайской волости Островского района Псковской области.
Расположена правом берегу реки Верша, в 31 км к югу от города Остров и в 6 км к юго-западу от волостного центра, деревни Крюки.
Постоянное население по состоянию на 2000 год в деревне отсутствовало.
До 3 июня 2010 года деревня входила в состав ныне упразднённой Синерецкой волости с центром в д.Гривы.